# Hymenophyllum macrosorum
Hymenophyllum macrosorum är en hinnbräkenväxtart som beskrevs av Cornelis Rugier Willem Karel van Alderwerelt van Rosenburgh. Hymenophyllum macrosorum ingår i släktet Hymenophyllum och familjen Hymenophyllaceae. Inga underarter finns listade.